# Episodi di Smallville (settima stagione)
La settima stagione della serie televisiva Smallville è andata in onda sul canale statunitense The CW dal 27 settembre 2007 al 15 maggio 2008. Inizialmente la stagione doveva essere composta di 22 episodi come di consueto, ma a causa dello sciopero degli sceneggiatori hollywoodiani è stata ridotta a 15. Sono stati poi prodotti altri cinque episodi in seguito alla conclusione dello sciopero, avvenuta il 12 febbraio 2008.
Aaron Ashmore viene promosso al cast principale, a cui si unirà pure Laura Vandervoort, quest'ultima però lo lascerà nel finale di stagione insieme a John Glover, Michael Rosenbaum e Kristin Kreuk.
In Italia è stata trasmessa in prima assoluta sul canale a pagamento Steel, della piattaforma Mediaset Premium, dal 24 maggio 2008 al 26 luglio 2008. Successivamente è stata trasmessa in chiaro da Italia 1 dall'8 aprile 2009 al 6 maggio 2009.
| nº | Titolo originale | Titolo italiano            | Prima TV USA      | Prima TV Italia |
| -- | ---------------- | -------------------------- | ----------------- | --------------- |
| 1  | Bizarro          | Il sole giallo             | 27 settembre 2007 | 24 maggio 2008  |
| 2  | Kara             | La ragazza di Krypton      | 4 ottobre 2007    | 24 maggio 2008  |
| 3  | Fierce           | Lo scrigno del tempo       | 11 ottobre 2007   | 31 maggio 2008  |
| 4  | Cure             | Il prezzo dell'immortalità | 18 ottobre 2007   | 31 maggio 2008  |
| 5  | Action           | Il supereroe               | 25 ottobre 2007   | 7 giugno 2008   |
| 6  | Lara             | La fondazione Isis         | 1º novembre 2007  | 7 giugno 2008   |
| 7  | Wrath            | Furia omicida              | 8 novembre 2007   | 14 giugno 2008  |
| 8  | Blue             | L'anello blu               | 15 novembre 2007  | 14 giugno 2008  |
| 9  | Gemini           | Mostro da meteorite        | 13 dicembre 2007  | 21 giugno 2008  |
| 10 | Persona          | Il sosia                   | 31 gennaio 2008   | 21 giugno 2008  |
| 11 | Siren            | Urlo ultrasonico           | 7 febbraio 2008   | 28 giugno 2008  |
| 12 | Fracture         | Viaggio nella mente        | 14 febbraio 2008  | 28 giugno 2008  |
| 13 | Hero             | Eroe di gomma              | 13 marzo 2008     | 5 luglio 2008   |
| 14 | Traveler         | Il viaggiatore             | 20 marzo 2008     | 5 luglio 2008   |
| 15 | Veritas          | Il segreto delle chiavi    | 27 marzo 2008     | 12 luglio 2008  |
| 16 | Descent          | Il medaglione del potere   | 17 aprile 2008    | 12 luglio 2008  |
| 17 | Sleeper          | Spia per caso              | 24 aprile 2008    | 19 luglio 2008  |
| 18 | Apocalypse       | Apocalisse                 | 1º maggio 2008    | 19 luglio 2008  |
| 19 | Quest            | La ricerca                 | 8 maggio 2008     | 26 luglio 2008  |
| 20 | Arctic           | Artico                     | 15 maggio 2008    | 26 luglio 2008  |

## Il sole giallo
- Titolo originale: Bizarro
- Diretto da: Michael Rohl
- Scritto da: Kelly Souders e Brian Peterson

### Trama
Clark riesce ad allontanare il suo clone e a fermare l'inondazione provocata dalla distruzione della diga; tornato alla struttura salva Lois, Chloe e il bambino in cui si trovava l'ultimo zoner. Il clone di Clark va alla fattoria e grazie ad un frammento di kryptonite si cura. Lex viene salvato da una ragazza che successivamente vola via. Lois parla a Clark del potere di Chloe e la ragazza si mette alla ricerca di Lex, che vuole consegnarsi alla polizia. Chloe viene dichiarata morta ma successivamente si sveglia all'obitorio, venendo liberata da Clark. Il clone libera Lex dalla prigione e gli chiede di collaborare per uccidere Clark. Questi, grazie a Chloe e al marziano, capisce i poteri e i punti deboli del suo avversario (la kriptonite verde rende lo zoner più forte, mentre il sole giallo lo indebolisce). Lex e il clone ritornano alla diga, quest'ultimo dopo essersi potenziato grazie ad un'intera scorta di kryptonite, attacca Lex e Clark; questi però, grazie alla luce solare, riesce a sconfiggerlo, mentre il marziano lo confina sul lato assolato del pianeta rosso. Lex viene di nuovo arrestato mentre Lana ricompare sana e salva a Shanghai. 
- Altri interpreti: Conrad Coates (Keating), Phil Morris (J'onn J'onzz/Martian Manhunter), Heath Stevenson, Marci T. House, Jacqueline Samuda (Dottore), Suzanne Bastien (Dottore), Randal Edwards (EMT), Anna Galvin (Dottore), Tosha Doiron (Assistente di Lex), Quinn Lord (Phillipe Lamont).
- Musiche: Sober (Kelly Clarkson).

## La ragazza di Krypton
- Titolo originale: Kara
- Diretto da: James Conway
- Scritto da: Todd Slavkin e Darren Swimmer

### Trama
Lois e Clark, perlustrando la zona circostante la diga, scoprono una navicella con simboli kryptoniani: i due tentano di avvicinarsi, ma la ragazza che ha salvato Lex lo impedisce ad entrambi. Lex viene scagionato dalle accuse e comincia a ipotizzare che Lana sia ancora viva. Clark ritrova la ragazza kryptoniana, che gli dice di essere in cerca di Kal-El. Grant Gabriel, nuovo redattore capo del Daily Planet, sente Lois e Chloe parlare dell'astronave e propone alla prima di scrivere un articolo sul ritrovamento. Kara, la ragazza di Krypton, spiega a Clark di essere sua cugina: il ragazzo le parla allora della distruzione del loro pianeta e dell'effetto della kryptonite su di loro, nonché di essere stata sospesa nel tempo per diciotto anni. La ragazza decide di recuperare la sua astronave, poiché se forzata provocherà un'esplosione nucleare. Clark insegna a Kara a usare il super udito, in questo modo i due riescono a trovare la navicella ma Lois li anticipa innescando l'autodistruzione. Lex rintraccia Lana a Shanghai: la ragazza ha sfruttato il clone creato da Lex per inscenare la sua morte e, sebbene lo minacci, non lo uccide. Grent, impressionato dall'articolo di Lois, la assume. Kara riferisce a Clark di aver perso il suo cristallo (che è nelle mani dell'uomo alla guida del laboratorio dove venne portata la navicella) e che è fondamentale ritrovarlo. Clark, alla Fortezza, parla con Jor-El, che lo mette in guardia da Kara, sulle cui tracce c'è Lex..
- Altri interpreti: Kim Coates (Ag. Speciale Carter), Michael Cassidy (Grant Gabriel), Terence Stamp (voce di Jor-El), Tom McBeath (Avvocato di Lex), Peter Bryant (Assistente di Lex), Dean Redman (Poliziotto), Dawson Dunbar (Cody), Jamie Schwanebeck (Bambino), Theresa Lee (Tecnica del laboratorio).

## Lo scrigno del tempo
- Titolo originale: Fierce
- Diretto da: Whitney Ransick
- Scritto da: Holly Harold

### Trama
Kara, per ambientarsi alla vita a Smallville, decide di partecipare a un concorso di bellezza, mentre Lana torna da Clark. Questi e Kara hanno una discussione sull'importanza di mantenere segreti i loro poteri. Dopo le prove del concorso, Kara trova il cadavere di un'altra ragazza, eliminata da due concorrenti. L'uomo del laboratorio, l'agente del Dipartimento della Difesa Carter, va da Lex per parlargli della sua ricerca di Kara. Jimmy, che indaga assieme a Chloe al caso della ragazza del concorso, viene attaccato dall'assassina della giovane ma viene salvato da Kara, che la ragazza vede usare i suoi poteri. Lana incontra Lex a casa di Clark e il magnate le dice di sapere che la cugina di Clark è in città. Clark e Chloe scoprono che le due ragazze del concorso sono delle ladre dotate di poteri; le due avvicinano Kara e la ragazza decide di seguirle. Kara vince il concorso ma le due la incastrano per il furto di un antico scrigno il cui contenuto è un cristallo kryptoniano; Kara, uscita grazie a Chloe, salva Clark e recupera l'oggetto. Lex, successivamente, la rintraccia per ringraziarla di averlo salvato, ma la ragazza nega di avere dei poteri.
- Altri interpreti: Eva Pigford (accreditata come Eva Marcille) (Tyler Crenshaw), Christine Chatelain (Tempest Grace), Kim Coates (Ag. Speciale Carter), Michael Cassidy (Grant Gabriel), Elisa King (Carly).
- Musiche: Gained The World (Morcheeba).

## Il prezzo dell'immortalità
- Titolo originale: Cure
- Diretto da: Rick Rosenthal
- Scritto da: Al Septien e Turi Meyer

### Trama
Chloe incontra al Talon Sasha Woodman, la ragazza che controlla le api; questa le dice che grazie a un'operazione col dottor Curtis Knox ha perso i suoi poteri e parte della sua memoria, scusandosi per ciò che ha fatto in passato. Il marziano arriva a casa di Clark e ha un diverbio con Kara: l'uomo spiega a Clark di non fidarsi di lei in quanto suo padre, Zor-El, tentò di uccidere Jor-El e che se mettesse le mani sul cristallo sarebbe una catastrofe. Lex si incontra con Knox, che rapisce i mutanti per usarli come cavie nella speranza di rendere la moglie immortale come lui; successivamente Chloe si rivolge al medico. Kara chiede a Jimmy di aiutarla a trovare il video dell'astronave di Lois. Clark scopre le intenzioni di Chloe ma la ragazza gli chiede di lasciarla stare. Lex intima Knox di chiudere la clinica, ma l'uomo rifiuta; Lex gli spara, ma l'uomo sopravvive, venendo però steso da Clark. Successivamente questi, con l’aiuto di Lex, riesce a salvare Chloe e Knox viene imprigionato dal marziano. Chloe non riesce a dire a Jimmy di essere una mutante e i due si lasciano. 
- Guest star: Dean Cain (Curtis Knox).
- Altri interpreti: Phil Morris (J'onn J'onzz/Martian Manhunter), Jovanna Huguet (Sasha Woodman), Natalia Minuta (Sophia), Jason Poulsen (Colin).
- Nota. Dean Cain ha interpretato Clark Kent/Superman nella serie TV Lois e Clark - Le nuove avventure di Superman. Inoltre il personaggio da lui interpretato, Curtis Knox, è ispirato a quello di Vandal Savage, personaggio immortale dei fumetti DC comics.

## Il supereroe
- Titolo originale: Action
- Diretto da: Mairzee Almas
- Scritto da: Caroline Dries

### Trama
A Smallville si sta girando il film tratto dal fumetto Warrior Angel e Clark salva da un incidente sul set Rachel Davenport, stella della pellicola. Rachel ringrazia Clark e concede un'intervista a Chloe, che le rivela che quanto le è accaduto è stato un vero e proprio attentato. Lois indaga su Lex, ma Grant le dice di occuparsi dell'incidente di Rachel. Lionel, disperso dal giorno della distruzione della diga, si risveglia in un letto cui è costretto da una donna di nome Marilyn. Lana porta a Clark le ricerche di Chloe, dalle quali emerge che l'attentatore potrebbe essere un fan eccessivamente critico. Clark salva Rachel da un altro attentato, ma l'aiuto regista, l'attentatore, scopre i suoi poteri. Lionel riesce a scappare, ma Lana, che paga Marilyn per tenerlo prigioniero, lo ferma. Clark riceve un numero di Warrior Angel in cui l'attentatore gli dice di conoscere i suoi poteri e che deve salvare il mondo. Lex ritrova il padre, che dopo aver ucciso Marylin scappa. Clark scopre chi è l'attentatore e questi, per spingere il giovane Kent ad abbracciare il suo destino, rapisce Lana per ucciderla, ma Clark la salva. Lionel va da Lana e le dice di lasciare fuori Clark dai suoi propositi di vendetta. 
- Guest star: Christina Milian (Rachel Davenport).
- Altri interpreti: Michael Cassidy (Grant Gabriel), Christopher Jacot (Ben Meyers), David Richmond-Peck (Regista), Nancy Sivak (Marilyn), Morgan Brayton (Assistente regista).

## La fondazione Isis
- Titolo originale: Lara
- Diretto da: James Conway
- Scritto da: Don Whitehead e Holly Henderson

### Trama
Jimmy rivela a Clark e Chloe che Kara è andata a Washington dopo aver visto il video dell'astronave e i due capiscono che il cristallo è nelle mani del governo; Clark chiede allora aiuto a Lionel, non rivelandogli però l'origine aliena della cugina. Chloe, ancora assillata dal suo essere una mutante, si rivolge alla Fondazione Isis, un ente gestito da Lana che aiuta le persone colpite dai meteoriti; le due si incontrano alla sede e lei intuisce che qualcosa non va, anche perché le chiede di non dire niente a Clark. Questi ritrova Kara, ma i due hanno un altro litigio. La ragazza scopre che Lex è coinvolto e va a casa sua, ma prima di aprire la sua cassaforte l'agente Carter la ferma grazie a delle manette di kryptonite; portatala in un laboratorio, Carter utilizza una versione migliorata del macchinario per recuperare i ricordi progettato al Summerholt su di lei e Kara vede l'amata zia Lara. Clark arriva al laboratorio e toccando il macchinario scopre la verità sullo zio Zor-El e vede sua madre; la kryptonite presente, tuttavia, lo indebolisce, ma Lionel, giunto sin lì, uccide Carter e aiuta i due kryptoniani. Kara, riappacificatasi col cugino, rivaluta il padre ed esce con Jimmy, lasciando Chloe amareggiata. Clark infine mostra a Lana la foto di sua madre e il cristallo di Kara, al cui interno si trova il DNA di Lara. 
- Altri interpreti: Kim Coates (Agente speciale Carter), Helen Slater (Lara), Christopher Heyerdahl (Zor-El), Heather Doerksen (Receptionist dell'Isis), Anna Louise Sargeant (Assistente di laboratorio), Chris Kelly (Tecnico di laboratorio).

## Furia omicida
- Titolo originale: Wrath
- Diretto da: Charles Beeson
- Scritto da: Kelly Souders e Brian Peterson

### Trama
Durante una tempesta, Lana ottiene gli stessi poteri di Clark e i due, facendo l'amore, provocano un terremoto. Chloe va da loro e scopre cosa è successo: ricordando a Clark i pericolosi precedenti del trasferimento di poteri, questi le chiede di controllare Lana, che sente la conversazione. Lex riceve da uno dei suoi sottoposti la lega metallica di Fine e Lana, spiandoli dalla sede della Fondazione Isis, ruba le informazioni su di essa. Clark si rivolge a Lionel, che gli dice che fu Lana a rapirlo; tornato a casa, Lex gli dice che la ragazza ha distrutto la sua cassaforte. Lana si rivolge a Grant Gabriel per rendere pubblico il nuovo progetto di Lex e al rifiuto dell'editore stende lui e Lois. Clark e Chloe scoprono tutto e il ragazzo esterna all'amica i dubbi su Lana; questa attacca Lex e Chloe mostra a Clark la Fondazione Isis, e i due scoprono la stanza per lo spionaggio. Clark ferma Lana prima che uccida Lex e le toglie i suoi poteri, ma la lega metallica fugge. Grant e Lois cominciano una relazione. La lega metallica prende possesso del corpo di una donna del laboratorio. 
- Altri interpreti: Michael Cassidy (Grant Gabriel), Alex Zahara (dott. Jansen), Elyse Levesque (Casey Brock).

## L'anello blu
- Titolo originale: Blue
- Diretto da: Glen Winter
- Scritto da: Todd Slavkin e Darren Swimmer

### Trama
Clark viene richiamato dalla madre attraverso il cristallo: portato l'oggetto alla Fortezza, nonostante gli avvertimenti di Jor-El lo inserisce nel quadro di comando della struttura, liberando Lara e Zor-El. Chloe scopre Grant e Lois mentre Zor-El ritrova Kara, alla quale dice di voler cambiare vita e di aspettarlo alla Fortezza. Il kryptoniano si reca da Lionel, al quale dice di sfruttare il fatto di essere il "contenitore" di Jor-El per portare Clark e Lara dalla sua parte, ma viene fermato dal nipote. Clark porta Lara all'ufficio di Oliver e la donna gli dà un anello; il giovane Kent affronta poi Zor-El, scoprendo che l'anello lo ha privato dei suoi poteri e che tutti gli eventi collegati al cristallo sono stati architettati da suo zio, che successivamente porta Lara alla Fortezza. Lex si incontra con Grant, dicendogli di stare lontano da Lois. Zor-El, giunto alla Fortezza, dà inizio ad un'eclissi per sterminare gli umani. Clark giunge alla Fortezza un attimo prima che Zor-El uccida Kara e distrugge il cristallo: l'anello di kryptonite blu sparisce, così come Lara e Zor-El, e l'eclissi si ferma, mentre Kara si risveglia a Detroit priva di ricordi. Grant e Lois continuano la loro relazione nonostante dicano a Chloe e Lex di averla interrotta: parlando con quest'ultimo, il redattore dichiara la sua vera identità, Julian Luthor. Clark chiede a Jor-El di trovare Kara, ma questi decide di punire il figlio per la sua ennesima disobbedienza. 
- Altri interpreti: Helen Slater (Lara), Michael Cassidy (Grant Gabriel/Julian Luthor), Christopher Heyerdahl (Zor-El), Terence Stamp (voce di Jor-El), Jason Poulsen (Colin), Angela Moore (Cameriera di Detroit), Mike Ennis (EMT).

## Mostro da meteorite
- Titolo originale: Gemini
- Diretto da: Whitney Ransick
- Scritto da: Caroline Dries

### Trama
Clark manca da due settimane. Lois riceve una telefonata da un uomo che per costringerla a smascherare la LuthorCorp ha messo una bomba su Chloe. Clark torna a casa e decide di collaborare con Lana per incastrare Lex: la ragazza lo porta dalla donna attaccata dalla lega metallica di Fine e il giovane Kent la sente parlare in kryptoniano. Chloe legge il messaggio di Lois che la informa della bomba, ma rimane bloccata in ascensore con Jimmy. Adrian, l'aguzzino, incontra Lois e le dice che deve costringere Lex a confessare il progetto sulla clonazione, "Gemini": questa intervista il miliardario alla presenza di Julian e sotto la guida di Adrian, ma Lex la ferma. Adrian, rivelando a Julian che sono entrambi cloni del fratello di Lex, viene ucciso da quest'ultimo, ma aziona la bomba. Chloe confessa a Jimmy di essere una mutante e i due si baciano, mentre Clark porta via l'ordigno. Lex dice a Lois di aver acquistato il Daily Planet e le intima di non scrivere mai più su di lui; Julian, successivamente, la lascia. Chloe dice a Clark che la sequenza in kryptoniano è la stessa di un computer che tenta di avviarsi, e Clark la riconduce al Brainiac di Fine. Infine si scopre che il Clark tornato a Smallville è in realtà il clone, mentre l'originale è in una teca di ghiaccio alla Fortezza.  
- Altri interpreti: Michael Cassidy (Grant Gabriel/Julian Luthor), Tim Guinee (Adrian), Elyse Levesque (Casey Brock), Anna Galvin (Gina), Jason Diablo (Office America Delivery Man), Doreen Ramus (Daily Planet Mail Delivery Lady).

## Il sosia
- Titolo originale: Persona
- Diretto da: Todd Slavkin
- Scritto da: Don Whitehead e Holly Henderson

### Trama
Lo zoner ha ormai preso stabilmente il posto di Clark. Julian dimostra a Lionel di essere il clone del fratellino di Lex e il magnate esprime il desiderio di conoscerlo meglio. Lana comunica allo zoner che Brainiac sta mietendo vittime tra i senzatetto per rigenerarsi e gli chiede di fermarlo: il clone lo trova e gli chiede aiuto per mascherarsi meglio; questo, che lo riconosce subito come zoner, lo indirizza quindi verso Dax-Ur, un altro scienziato kryptoniano residente sulla Terra e rintracciabile grazie allo scudo trovato nello scrigno del tempo. Il clone fa visita a Chloe e la ragazza si accorge che qualcosa non va. L'essere si reca alla Fortezza per cercare lo scudo, ma Jor-El lo caccia, per poi svegliare Clark e ordinargli di sconfiggerlo; questi torna subito a casa e informa Lana di quanto accaduto. Il clone chiede aiuto di nuovo a Brainiac, che gli dice di cercare ancora Dax-Ur, mentre Clark si rivolge a Lionel, che lo indirizza anche lui verso lo scienziato e gli dice di usare la kryptonite blu per uccidere il clone; in realtà, però, il miliardario è una trasformazione di Brainiac. Clark si rivolge a Chloe, che gli consegna lo scudo (che aveva preso per nasconderlo dal clone); l'oggetto lo teletrasporta dallo scienziato, ma avverte Brainiac. Dax-Ur rivela di aver inventato lui Brainiac e decide di aiutare Clark. Questi trova Lana e il clone all'ufficio di Oliver e la ragazza, grazie alla kryptonite blu, distrugge l'essere. Brainiac rintraccia Dax-Ur e gli estrae con la forza le informazioni per ripararsi. Lex e Julian hanno una discussione; il ragazzo va a cena col padre, ma un rapinatore assoldato da Lex lo uccide. 
- Altri interpreti: James Marsters (Milton Fine/Brainiac 5), Michael Cassidy (Grant Gabriel/Julian Luthor), Marc McClure (Dax-Ur), Terence Stamp (voce di Jor-El), Connor Christopher Levins (Max), Howard Siegel (Uomo senzatetto), Sharlene Martin (Grace), Tyler Hazelwood (Rapinatore).
- Musiche: Pioneer to the falls (Interpol)
- Nota. Marc McClure (Dax-Ur) è Jimmy Olsen in Superman. Infatti Marc McClure ha recitato i film Superman insieme a Christopher Reeve (Clark Kent), che in Smallville era Virgil Swann, ad Annette O'Toole (Lana Lang), che è Martha Kent, a Margot Kidder (Lois Lane) che era Bridgette Crosby ed infine a Terence Stamp (Generale Zod) che è la voce di Jor-El.

## Urlo ultrasonico
- Titolo originale: Siren
- Diretto da: Kevin Fair
- Scritto da: Kelly Souders e Brian Peterson

### Trama
Chloe riesce ad ottenere dei file importanti per Oliver, ma viene attaccata da una ragazza; Freccia Verde tenta di fermarla, ma questa, anche grazie ad un urlo ultrasonico, riesce a scappare con le informazioni. I rapporti tra Clark e Lana, dopo quanto successo col clone, sono ancora parecchio tesi; arrivato al Daily Planet, il ragazzo nota la ferita di Chloe e, saputo dell'attacco subito, va da Oliver, che gli dice che i file riguardavano un progetto di Lex. Questi paga la ragazza per i file e la incarica di portargli Freccia Verde. Lionel chiede a Lana di aiutarlo ad incastrare Lex per l'omicidio di Julian, ricattandola con la storia del suo rapimento. Lei e Clark hanno un'accesa discussione sul loro rapporto. Lois va da Oliver, ma i due vengono attaccati dalla sicaria di Lex, che distruggendo i vetri con il suo urlo rivela l'alter ego del miliardario. Clark e Chloe scoprono che "canarino nero" è in realtà Dinah Lance, una reporter del Planet; Clark la intercetta e tenta di spiegarle che è Lex il vero malvagio, ma la donna fugge. Dinah va da Lex e dopo aver appurato la malvagità dei suoi scopi lei e Freccia Verde lo attaccano, e Clark evita il peggio. Lois, capendo l'importanza della sua missione, lascia Oliver. Questi e Clark convincono Dinah a entrare nella squadra di supereroi. Lana e Clark, infine, si riappacificano.  
- Altri interpreti: Alaina Huffman (Dinah Lance/Black Canary), Justin Hartley (Oliver Queen/Freccia Verde), Heather Doerksen (Receptionist dell'Isis).

## Viaggio nella mente
- Titolo originale: Fracture
- Diretto da: James Marshall
- Scritto da: Al Septien e Turi Meyer (soggetto); Caroline Dries (sceneggiatura)

### Trama
Lex e Lois trovano Kara a Detroit, ma il ragazzo che tiene con sé la kryptoniana spara al miliardario in fronte. Lex finisce in coma e Chloe decide di usare il suo potere per salvarlo e scoprire dove sono Kara e Lois. Lana scopre che la LuthorCorp ha sviluppato una macchina che permettere di entrare nella mente e Clark decide di usarla con Lex: il giovane Kent, dentro la mente del miliardario, viene attaccato dalla sua parte malvagia e salvato da quella buona. Clark vede poi i ricordi dell'infanzia di Lex, il suo incontro con Kara a Detroit e i momenti con Lana; mentre tenta di salvare la parte buona dalla malvagia, il magnate ha un arresto cardiaco: Chloe usa il suo potere e il ragazzo, una volta salvata la parte buona del magnate, si sveglia e salva Lois e Kara. Chloe si riprende, ma Clark le chiede di non usare più il suo potere. Lex avvicina Kara e le dice che la terapia che le farà recuperare la memoria è pronta.  
- Altri interpreti: Alisen Down (Lillian Luthor), Corey Sevier (Finley), Connor Stanhope (Lex da piccolo), David Orth (Dottore), David Patrick Green (Dottore di Lex).

## Eroe di gomma
- Titolo originale: Hero
- Diretto da: Michael Rohl
- Scritto da: Aaron Helbing e Todd Helbing

### Trama
Jimmy porta Kara, ancora priva della memoria, a un concerto; Pete, che lavora al locale dove si tiene l'evento, mangiando delle gomme da masticare alla kryptonite la salva allungando a dismisura le braccia e venendo ripreso da Jimmy. Kara chiede aiuto a Lex per recuperare la memoria e il miliardario le parla del suo bracciale. Pete mostra i suoi poteri a Clark: questi gli dice che sono pericolosi, in quanto derivanti dalla kryptonite, ma il ragazzo, felice di essere anche lui un eroe, non lo ascolta. Pete tenta di aiutare Chloe sabotando Lex, ma questi lo scopre e lo ricatta per avere il bracciale di Kara. Clark scopre l'origine dei poteri di Pete e Jimmy informa lui e Chloe della missione affidata da Lex al loro amico. Clark tenta di fermare Pete, ma questi lo mette fuori gioco con la kryptonite, dirigendosi ad uccidere Lex, che tuttavia lo rapisce per torturarlo. Lionel salva Clark e questi salva Pete; una volta tornato in sé il ragazzo si scusa con Clark e Chloe e se ne va. Clark nasconde il bracciale di Kara in una botola nel fienile mentre la ragazza va a vivere da Lex. 
- Guest star: Samuel Jones III (Pete Ross), OneRepublic (sé stessi).
- Altri interpreti: Mark Wynn (Guardia del corpo di Lex), Andrew Fallows (DJ del night club), Anna Galvin (Gina).

## Il viaggiatore
- Titolo originale: Traveler
- Diretto da: Glen Winter
- Scritto da: Don Whitehead e Holly Henderson

### Trama
Lionel riceve una lettera con un misterioso sigillo mentre Clark viene rapito da un commando armato. Lionel si incontra con Patricia Swann, figlia di Swann: la ragazza gli dice di sapere tutto della setta chiamata Veritas, una società segreta formata da suo padre, Lionel stesso, Edward Teague e i coniugi Queen con lo scopo di proteggere "il viaggiatore", un essere proveniente da un'altra galassia. Patricia afferma inoltre di avere le prove che Lionel ha ucciso tutti i membri della setta e lo ricatta per incontrarsi con Clark. Lex convince Kara a sottoporsi alla terapia per recuperare la memoria. Lionel, a capo del commando che ha rapito Clark, tenta di sviare le indagini di Chloe e Lana accusando Lex del sequestro, ma inutilmente; le due allora decidono di condurre Kara alla Fortezza per farle restituire i poteri e la memoria da Jor-El, introducendosi nella tenuta Luthor attraverso un passaggio segreto conosciuto da Lana. Patricia Swann si incontra con Lex e gli parla della Veritas; questi si rivolge al padre e Lionel decide di accettare la proposta di Patricia. Chloe, supplicando Jor-El alla Fortezza, fa restituire a Kara i suoi poteri e la sua memoria; Patricia viene condotta da Clark, ma Pierce, a capo del commando, si rifiuta di ascoltare Lionel. Kara salva Clark e Lionel uccide Pierce. Patricia consegna a Clark l'ultimo diario del padre e gli rivela che Lionel ha ucciso tutti i membri della Veritas; Clark va da lui, esternandogli il suo disappunto, e restituisce a Kara il suo bracciale. Patricia Swann viene infine uccisa e Lex si trova in possesso del suo medaglione.    
- Altri interpreti: Anna Galvin (Gina), Gina Holden (Patricia Swann), Aaron Douglas (Pierce).

## Il segreto delle chiavi
- Titolo originale: Veritas
- Diretto da: James Marshall
- Scritto da: Kelly Souders e Brian Peterson

### Trama
Brainiac tenta di convincere Kara a unirsi a lui, dicendole che conosce il modo per tornare su Krypton, ma Clark lo caccia. Lois e Jimmy cominciano ad indagare sulla morte di Patricia. Lex, da quando è stato colpito a Detroit, ha continui flash della sua infanzia: grazie ad uno di essi scopre che la verità sul "viaggiatore" è conservata in una cassaforte a Zurigo, di cui ha già una chiave (quella di Patricia). Jimmy e Lois mostrano a Lionel le foto del cadavere di Patricia, dalle quali il miliardario capisce che è stata uccisa per prenderle la chiave (l'altra, quella dei Queen, è in suo possesso). Dato l'imminente scontro con Brainiac, Kara tenta di insegnare a Clark a volare; il ragazzo non ci riesce, ma capisce che possono rintracciare l'intelligenza artificiale grazie al suo bisogno di energia. Brainiac attacca Lana; Clark la trova a casa sua in stato catatonico: la ragazza scrive un messaggio, in caratteri kryptoniani, in cui Brainiac ordina a Clark di portargli Kara. Lois e Jimmy scoprono che il mandante dell'omicidio di Patricia è Lex, che viene informato dalla sua assistente che serve una seconda chiave: grazie ad un altro flashback, Lex scopre che essa è nelle mani di Lionel. Clark e Kara si incontrano con Brainiac e la ragazza, per salvare Lana, va assieme all'intelligenza artificiale via dalla Terra. Lionel implora Chloe di comunicare a Clark che sta per accadere qualcosa di tremendo, ma la ragazza non lo ascolta. 
- Altri interpreti: James Marsters (Milton Fine/Brainiac), Jonathan Scarfe (Robert Queen), Rick Ravanello (Edward Teague), Connor Stanhope (Lex da piccolo), Luke Gair (Oliver da piccolo), Owen Best (Jason Teague da piccolo), Conner Dwelly (Patricia Swann da piccola), Anna Galvin (Gina), Mike Denis (Infermiere), David Lovgren (Guardia del corpo di Lionel), Bud il cane (Shelby), Nicola Anderson (Infermiera).
- Musiche: One More Day (Vast).

## Il medaglione del potere
- Titolo originale: Descent
- Diretto da: Ken Horton
- Scritto da: Don Whitehead e Holly Henderson

### Trama
Lex tenta di sapere l'identità del "viaggiatore" da Lionel, ma l'uomo si rifiuta; dopo avergli preso il medaglione, questi spinge il padre giù dalla finestra della LuthorCorp, scoprendo poi che la chiave è sparita. Clark trova, nella cassaforte di Lionel, un cristallo contenente una lettera a lui indirizzata in cui lo informa dei due medaglioni. Chloe trova la chiave nel suo cassetto, ma Lex la prende e la licenzia. Jimmy e Lois trovano la foto che ritrae l'omicidio di Lionel, ma l'assistente di Lex, Gina, li rapisce e va a recuperare lo scatto, su cui stanno lavorando Chloe e Clark alla Fondazione Isis. Chloe scopre che Lex ha ucciso suo padre, ma Gina distrugge la foto. Clark salva Jimmy e Lois mentre Gina, scoperto il segreto di Clark, viene uccisa. Clark decide di fermare Lex e recuperare le chiavi, partecipando poi al funerale di Lionel. 
- Altri interpreti: Anna Galvin (Gina), Connor Stanhope (Lex da piccolo), Jill Teed (Detective Maggie Sawyer), Don Broatch (Assalitore), Shaw Madson (Scagnozzo di Lex).

## Spia per caso
- Titolo originale: Sleeper
- Diretto da: Whitney Ransick
- Scritto da: Caroline Dries

### Trama
Vanessa Weber, agente dell'NSA, avvicina Jimmy dicendogli che Chloe potrebbe lavorare per una cellula terroristica e gli ordina di pedinarla. Clark, leggendo il diario di Virgil, legge il nome di Lana; recatosi alla Fortezza sente Kara, che dice di essere su Krypton e che Brainiac vuole ucciderlo. Chloe riesce a trovare una foto di Kara e Brainiac nello spazio, ma viene arrestata da Vanessa Weber; Jimmy tuttavia la libera e dopo averle assicurato che fermerà i federali i due si riappacificano. A Zurigo Lex trova la cassetta, che al suo interno conserva uno strano quadrante; tornato al Planet dice a Jimmy di aver risolto il problema di Chloe, favore che Jimmy stesso dovrà riscattare in futuro. Clark e Chloe scoprono che Kara e Brainiac sono riusciti a tornare indietro nel tempo fino al 1989, anno in cui Krypton esisteva ancora, e che l'intelligenza artificiale ha intenzione di uccidere Clark neonato in modo che non esista nel presente; il giovane Kent decide quindi di trovare un modo per tornare sul pianeta natale.
- Altri interpreti: Anne Openshaw (Agente Vanessa Weber), Ari Cohen (Regan Matthews), Don Broatch (Assalitore), D.J. Rhiannon (Deejay), Scott Cooper (Supervisore del bar).

## Apocalisse
- Titolo originale: Apocalypse
- Diretto da: Tom Welling
- Scritto da: Al Septien e Turi Meyer

### Trama
Kara invia un altro messaggio a Clark: Chloe gli suggerisce di andare alla Fortezza, ma il giovane Kent si rifiuta, dicendo che se non fosse mai esistito il mondo intero sarebbe stato molto migliore. La chiave ottagonale lo teletrasporta allora in una dimensione parallela in cui Jor-El non lo ha inviato sulla Terra. Dopo che Clark fallisce nell'intento di fermare Brainiac, Jor-El lo rimanda indietro e il ragazzo decide di andare su Krypton: qui Kara sconfigge Brainiac e lui invia sé stesso neonato sulla Terra, per poi tornare a casa con la cugina. Lana, nonostante la distruzione di Brainiac, non migliora: Lex si incontra allora con Clark, ma questi non gli rivela niente. Lois tenta di consolare Clark mentre Kara cade a terra agonizzante.
- Altri interpreti: Terence Stamp (voce di Jor-El), James Marsters (Milton Fine/Brainiac 5), Camille Mitchell (Nancy Adams), Brett Dier (Clark Kent alternativo), Carlo Marks (Fidanzato di Chloe), Scott Cooper (Supervisore del bar).

## La ricerca
- Titolo originale: Quest
- Diretto da: Kenneth Biller
- Scritto da: Holly Harold

### Trama
Lex, che cerca ancora di capire a cosa serva il quadrante trovato a Zurigo, viene seriamente ferito; Chloe e Clark scoprono che il simbolo inciso sul suo petto rimanda alla Veritas e il giovane Kent, interpretando questi simboli, arriva alla cattedrale di San Cristoforo di Montreal, dove incontra Edward, ultimo membro della setta. Quando l'uomo capisce che Clark non vuole uccidere Lex, lo attacca con la kryptonite per poi sottoporlo ad un antico rituale kryptoniano, mentre Lex arriva alla cattedrale e inserisce il congegno in un orologio, dal quale ottiene un medaglione. Edward Teague tenta poi di ucciderlo mentre Chloe salva Clark, che poi ferma i due. Il miliardario capisce che l'oggetto ritrovato è collegato alla tenuta Luthor di Smallville, precedentemente situata in un villaggio della Scozia collegato all'orologio della cattedrale. Grazie ad esso, Lex scopre un oggetto che gli rivela la posizione della Fortezza.  
- Altri interpreti: Don Broatch (Assalitore), Robert Picardo (Edward Teague), Ari Cohen (Regan Matthews), Donnelly Rhodes (Milash), James Rowley (Guardia di Milash), Sarah Hayward (Guardia di Milash).

## Artico
- Titolo originale: Arctic
- Diretto da: Todd Slavkin
- Scritto da: Don Whitehead e Holly Henderson

### Trama
Kara, dopo essersi fatta dire che Lex è in possesso del congegno per controllare il "Viaggiatore", uccide Edward. Lex ordina a Jimmy di sviare le indagini di Lois altrimenti consegnerà Chloe ai federali. Lois comunica a Clark che il Planet sta per promuoverlo reporter mentre Chloe gli parla della morte di Edward Teague; recuperando i file audio dell'incidente, Clark sente la voce di Kara. Questa si infiltra in casa di Lex per prendere il congegno, ma l'oggetto la respinge e Clark la riporta a casa, dalla quale poi fugge; la ragazza rivela poi a Lex il suo segreto e quello di Clark, dicendogli inoltre che questi distruggerà l'umanità. Chloe, con uno stratagemma, tenta di fermarla, ma questa, che si rivela essere in realtà Brainiac, la attacca, e la reporter usa il suo potere per proteggersi. Chloe cade in stato catatonico e Clark capisce che si tratta di Brainiac: intercettatolo in una centrale elettrica, il giovane Kent lo distrugge e Chloe e Lana si riprendono. Questa fa recapitare a Clark un video nel quale lo lascia in quanto conscia dell'importanza della sua missione. Jimmy chiede a Chloe di sposarlo, ma nello stesso momento la ragazza viene arrestata. Lex arriva alla Fortezza; Clark, informato da Jimmy, si precipita alla struttura, ma il miliardario, nonostante dica a Clark di volergli bene, inserisce il congegno nel quadro di comando e la distrugge. Kara è prigioniera nella Dimensione Fantasma.
- Altri interpreti: James Marsters (Milton Fine/Brainiac 5), Robert Picardo (Edward Teague), Ari Cohen (Regan Matthews), Adam Lolacher (Agente DDS), Julia Benson (accreditata come Julia Anderson) (Infermiera), Scott Cooper (non accreditato) (Supervisore bar).